# Мурга
Му́рга (болг. Мурга) — село в Кирджалійській області Болгарії. Входить до складу общини Черноочене.

## Населення
За даними перепису населення 2011 року у селі проживали 38 осіб, усі — турки.
Розподіл населення за віком у 2011 році:
Динаміка населення: